# The corporation
The corporation és un documental canadenc de 2003 escrit pel professor de dret de la Universitat de la Colúmbia Britànica Joel Bakan i el cineasta Harold Crooks, i dirigit per Mark Achbar i Jennifer Abbott. El documental examina les corporacions i la seva manera de depredar el món. Bakan va escriure el llibre The Corporation: The Pathological Pursuit of Profit and Power durant el rodatge del documental.
L'edició ampliada feta per a TVOntario (TVO) separa el documental en tres episodis d'una hora. Una pel·lícula seqüela, The New Corporation: The Unfortunately Necessary Sequel, es va estrenar el 2020.

## Argument
La pel·lícula mostra el desenvolupament de la corporació empresarial contemporània, des d'una entitat jurídica que es va originar com una institució autoritzada pel govern destinada a afectar funcions públiques específiques, fins a l'auge de la institució comercial moderna amb els mateixos drets legals que les persones. El documental se centra principalment en corporacions d'Amèrica del Nord a partir de la Catorzena esmena de la Constitució dels Estats Units.
Els temes tractats inclouen el Business Plot, en què el 1933 el general Smedley Butler va exposar un suposat complot corporatiu contra l'aleshores president Franklin Delano Roosevelt, la tragèdia dels comuns, l'advertència de Dwight David Eisenhower sobre l'augment del complex militar-industrial, externalitats econòmiques, la censura de Fox d'una notícia d'investigació sobre una hormona de creixement boví a instàncies de Monsanto Company, la invenció del refresc Fanta per part de The Coca-Cola Company a causa de l'embargament comercial a l'Alemanya nazi, el suposat paper d'IBM en l'Holocaust, les protestes de Cochabamba de l'any 2000 provocades per la privatització de l'abastament d'aigua municipal a Bolívia, i d'altres temes relacionats amb la responsabilitat social corporativa, la noció de responsabilitat limitada, la corporació com a psicòpata i el debat sobre la personalitat corporativa.
The corporation examina i critica les pràctiques empresarials corporatives i com les corporacions es veuen obligades sistemàticament a comportar-se amb el que es considera que són els símptomes de la psicopatia: el menyspreu cruel pels sentiments d'altres persones, la incapacitat per mantenir relacions sanes, el menyspreu imprudent per a la seguretat dels altres, l'engany continu amb ànim de lucre, la incapacitat d'experimentar culpabilitat i l'incompliment de les normes socials i el respecte a la llei.

## Context
La pel·lícula inclou entrevistes a destacats teòrics socials com Noam Chomsky, Jane Akre, Charles Kernaghan, Naomi Klein, Michael Moore, Vandana Shiva i Howard Zinn, així com també opinions de consellers delegats, del gurú empresarial Peter Drucker, de l'economista Milton Friedman i dels laboratoris d'idees que defensen el lliure mercat com el Fraser Institute.
The Economist, tot i que va considerar la pel·lícula «un atac coherent sorprenentment racional a la institució més important del capitalisme» i «un relat empresarial que fa reflexionar», la qualifica d'incomplerta, i suggereix que la idea d'una organització com a entitat psicopàtica es va originar amb Max Weber en referència a la burocràcia governamental.